# Heptaulacus koshantschikoffi
Heptaulacus koshantschikoffi är en skalbaggsart som beskrevs av Schmidt 1911. Heptaulacus koshantschikoffi ingår i släktet Heptaulacus och familjen Aphodiidae. Inga underarter finns listade i Catalogue of Life.